# Basilika des Konstantin (Ostia)

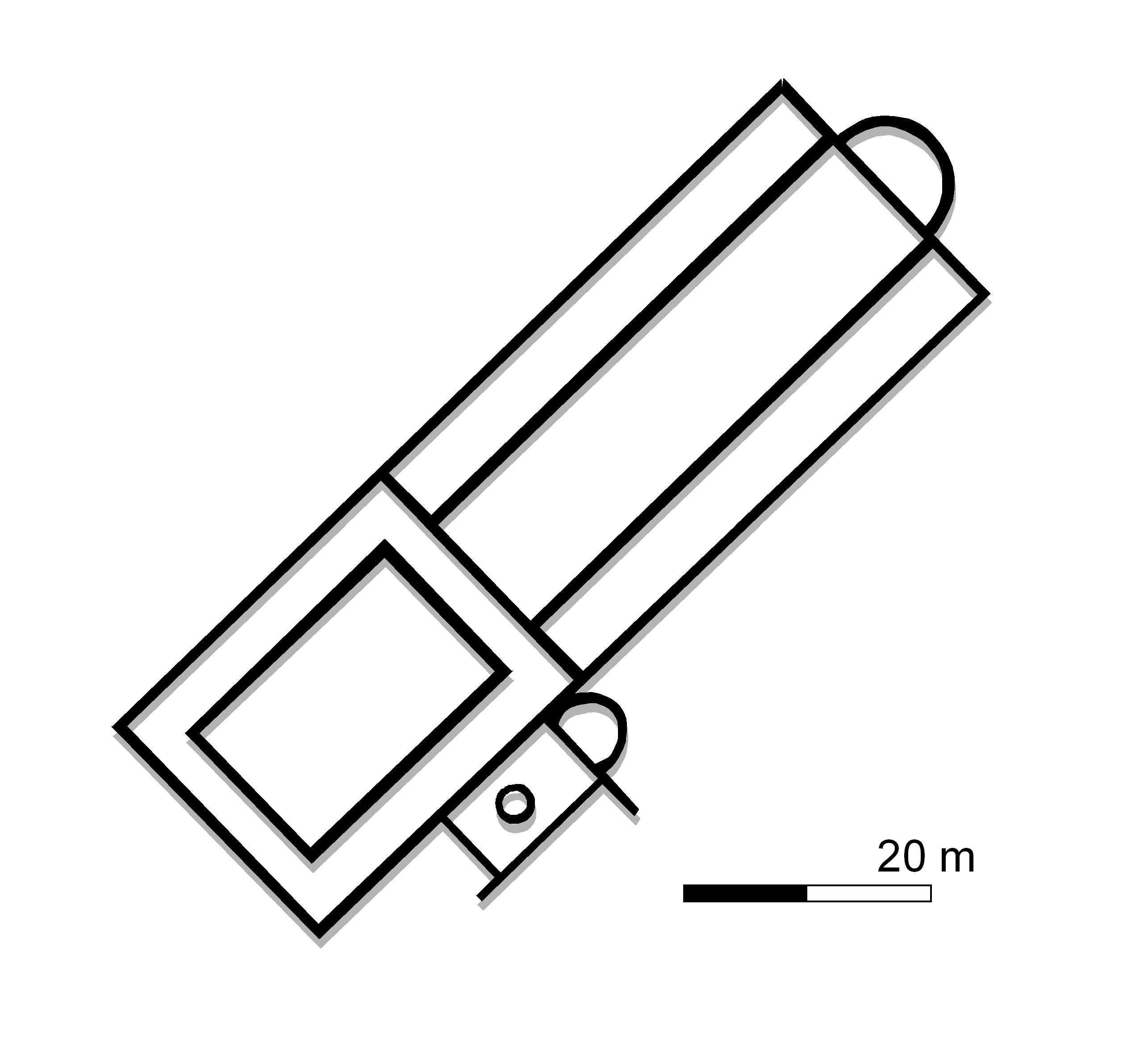
Plan der Basilika des Konstantin

Die Basilika des Konstantin in Ostia ist ein aus literarischen Quellen bekannter Kirchenbau, dessen Identifizierung und Lokalisierung lange Zeit umstritten waren. Nachdem man lange Zeit die sogenannte Basilica Cristiana dafür gehalten hatte, konnte der Bau 1996 bei geophysikalischen Untersuchungen an einer anderen Stelle in Ostia lokalisiert werden. Stichgrabungen in den Jahren 1998 und 1999 bestätigten diese Identifizierung und erbrachten Hinweise zur Geschichte des Baues. Große Teile der Kirche wurden 2023 freigelegt.
Die Kirche wird im Liber Pontificalis in der Lebensbeschreibung des Papstes Silvester I. erwähnt, wonach die Kirche von Konstantin dem Großen erbaut wurde. Sie war Petrus, Paulus und Johannes dem Täufer geweiht. In den Acta Sanctorum wird der heilige Gallicanus als ihr Stifter genannt. Es handelte sich um die Bischofskirche der Stadt.
Nach den geophysikalischen Untersuchungen war die eigentliche Kirche 51,45 m lang und 23,3 m breit und befand sich im Süden der Stadt in einem Gebiet, das bisher noch nicht systematisch ausgegraben wurde. Die Kirche hatte drei Schiffe mit jeweils 14 Säulen auf jeder Seite. Im Norden befand sich eine Apsis, im Süden ein großer Hof. Rechts vom Eingangshof befand sich ein Baptisterium mit einem Taufbecken. Die Ausgrabungen bestätigen den Bau der Kirche unter Konstantin dem Großen. Der Fußboden war mit einem Mosaik dekoriert. Es gibt Belege für Renovierungen zu Beginn des 5. und 7. Jahrhunderts, wobei ab einem gewissen Zeitpunkt nur noch Teile der Kirche benutzt wurden, während man im Eingangsbereich eine einfache Wohnbebauung fand, woraus hervorgeht, dass dieser Teil der Kirche nicht mehr als Kirche genutzt wurde. Seit dem 5. Jahrhundert diente sie auch als Begräbnisort. Im 9. Jahrhundert wurde der Bau aufgegeben, nachdem man vor allem die Marmorausstattung geraubt hatte.